# Alexandros Nikolopoulos
Alexandros Nikolopoulos (in greco Αλέξανδρος Νικολόπουλος?; Atene, 1875 – 1970) è stato un sollevatore greco.
Partecipò alle gare di sollevamento pesi delle prime Olimpiadi moderne che si svolsero ad Atene, nel Sollevamento con una mano, vincendo la medaglia di bronzo, dopo aver alzato 57,0 kg.
Anche il danese Viggo Jensen sollevò 57 kg, ma lo riuscì a fare con entrambe le mani mentre Nikolopoulos riuscì a farlo con solo una mano. Per questo motivo, il danese riuscì a piazzarsi al secondo posto.